# Friedrich Franz IV. (Mecklenburg)

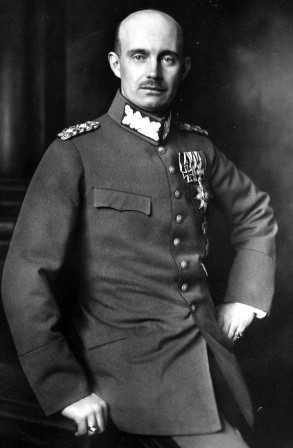
Großherzog Friedrich Franz IV.

Friedrich Franz IV., Großherzog von Mecklenburg [-Schwerin] (* 9. April 1882 in Palermo; † 17. November 1945 in Flensburg; vollständiger Name: Friedrich Franz Michael) war der letzte Großherzog des Landesteils Mecklenburg-Schwerin, nach dem Tod des letzten Monarchen Verweser des Landesteiles Strelitz und letzter regierender Monarch in Mecklenburg. Er regierte vom Tode seines Vaters 1897 (bis 1901 unter Vormundschaft seines Onkels Herzog Johann Albrecht) bis zum 14. November 1918.

## Leben

### Kindheit und Ausbildung

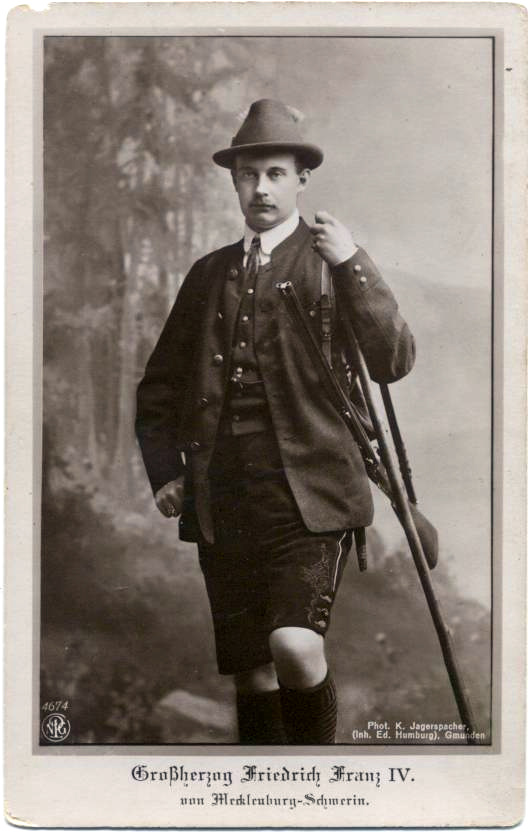
Friedrich Franz IV. (1904)

Friedrich Franz wurde am 9. April 1882 in Palermo geboren und am 26. Mai 1882 von Pastor Wolff getauft. In der dortigen Villa Belmonte lebten seine Eltern Friedrich Franz III. (1851–1897) und Anastasia (1860–1922) die meiste Zeit des Jahres, da sich Friedrich Franz III. aus gesundheitlichen Gründen gern in südlichen Ländern aufhielt, ab 1889 in der Villa Wenden in der Avenue de la Favorite in Cannes.
Friedrich Franz bezog wie sein Vater und Onkel das Vitzthumsche Gymnasium zu Dresden. Im Herbst 1900 begann Friedrich Franz ein Studium der Rechte an der Universität Bonn. Auch darin folgte er dem Vorbild seines Vaters. Zum Studienberater wurde Adolf Langfeld berufen. 1899 wurde Friedrich Franz Corpsschleifenträger der Borussia Bonn.

### Regierung
Nach seinem Regierungsantritt bemühte sich Friedrich Franz gemeinsam mit seinen Staatsministern um eine Reform der Mecklenburgischen Verfassung. Alle Vorlagen, die neben der ständischen Repräsentation auch eine gewählte Kammer für den Landtag vorsahen, scheiterten am Widerstand der Landstände und von Mecklenburg-Strelitz.
Im Ersten Weltkrieg führte er trotz seines Rangs als General der Kavallerie kein aktives Truppenkommando. Als Landesherr besuchte er mecklenburgische Truppen an der Westfront. Trotz der sich seit 1915 ständig verschlechternden allgemeinen Versorgungslage schränkte er seinen relativ aufwändigen Lebensstil im Krieg nicht ein. Politisch äußerte er Zweifel am von der Reichspolitik und der Obersten Heeresleitung erstrebten deutschen Siegfrieden. 1917 war Friedrich Franz gegen die Radikalisierung der Kriegsführung. Ein Verständigungsfrieden aller Kriegsgegner sollte seiner Ansicht nach den Krieg beenden.
Nach dem Selbstmord seines Verwandten und letzten Regenten der Strelitzer Linie des mecklenburgischen Fürstenhauses, Großherzog Adolf Friedrich VI. von Mecklenburg [-Strelitz], verwaltete er diesen Landesteil als Verweser bis zur Novemberrevolution.

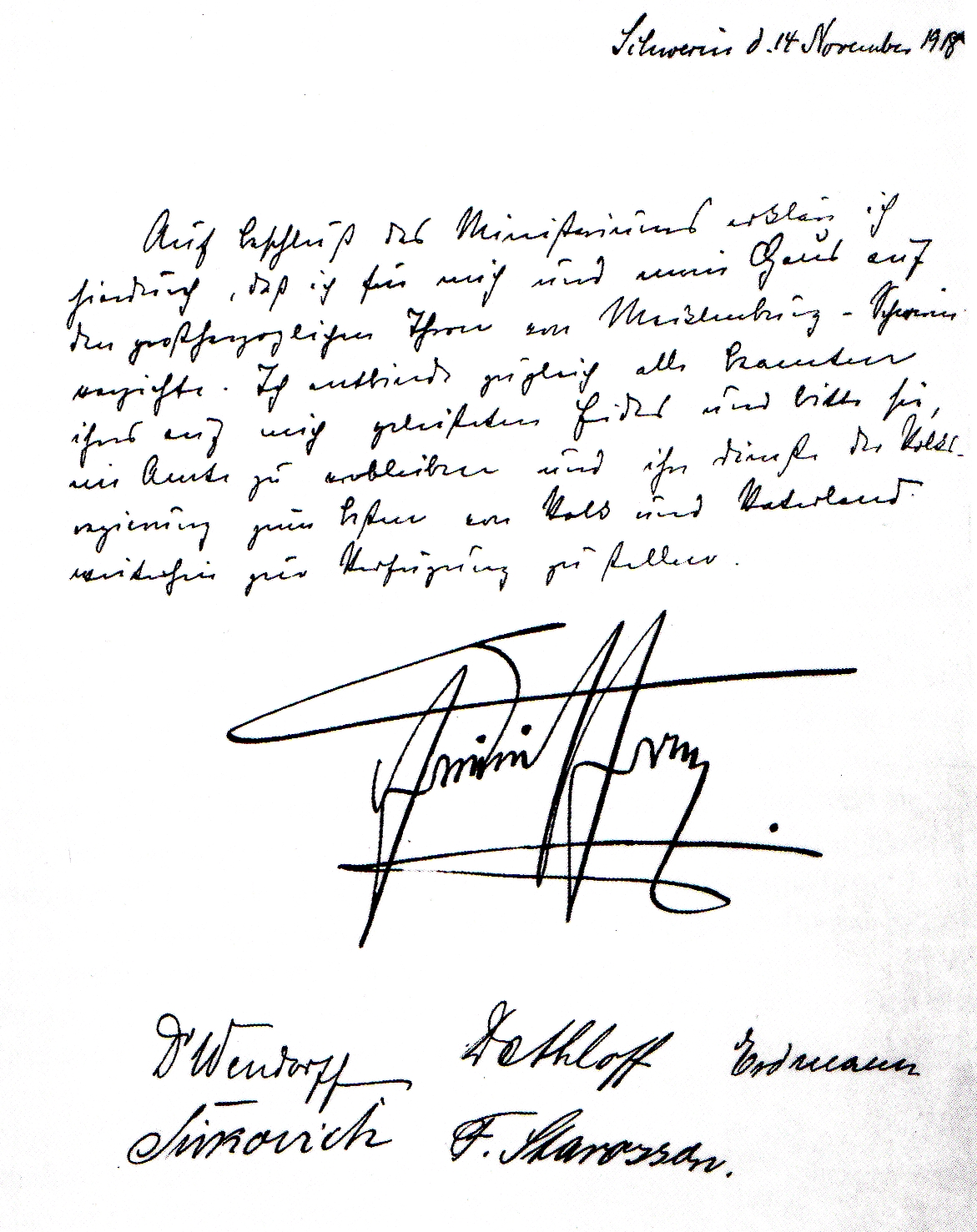
Abdankungsurkunde vom 14. November 1918

Im Herbst 1918 war er sich über den Ernst der Lage der Mittelmächte nicht im Klaren. Deshalb war er gegen das Waffenstillstandsgesuch der Obersten Heeresleitung. Sein Ziel war immer noch ein Verständigungsfrieden. Im Herbst 1918 wollte er gemeinsam mit seinem Staatsminister Adolf Langfeld eine Änderung der mecklenburgischen Verfassung durch eine Verkündung aus eigener Hand erreichen. Für die sich anbahnende Novemberrevolution hatte er kein politisches Gespür und wurde überrascht, als sie am 8. November 1918 auch Mecklenburg erfasste.
Nach der Berufung der Volksregierung aus Mitgliedern der Reichstagsparteien verzichtete er am 14. November – als einer der letzten deutschen Monarchen, vier Tage nach der Flucht Kaiser Wilhelms II. – für sich und sein Haus auf den Thron und emigrierte nach Dänemark. Damit endete die Monarchie auch in Mecklenburg.

### Leben nach dem Thronverzicht
Mit der Novemberrevolution 1918 wurde die Mecklenburger Herrscherfamilie zunächst enteignet. Im Rahmen der Fürstenabfindung erhielt Friedrich Franz das Jagdschloss Gelbensande im Jahr 1919 zurück und wohnte dort bis 1921. Danach lebte er bis 1945 meist im Schloss Ludwigslust, das, wie auch das herzogliche Alexandrinen-Cottage in Heiligendamm als Sommersitz, im Besitz der herzoglichen Familie geblieben war.
Sein jüngerer Sohn Christian Ludwig Herzog zu Mecklenburg (1912–1996) erinnerte sich: „Mein Vater war schlank und 1,84 m groß. Er hatte eine Glatze und trug einen kurz geschnittenen Oberlippenbart. Seine Augen waren hellblau. Er sprach mit weittragender Stimme, war ein sehr lebhafter Mensch und in der Lage, sich mit mehreren Leuten gleichzeitig zu unterhalten. Sehr gern ging er ins Theater, wo er am liebsten Opern hörte.“ Seine sportlichen Hobbys waren Autofahren, Reiten, Tennis, Segeln und vor allem die Jagd. 1933 wurde er Mitglied des Corps Visigothia Rostock. Seit 1934 war er Mitglied der SS, hier war sein höchster Dienstgrad SS-Hauptsturmführer.
1945 floh die Familie bis auf den Erbprinzen Christian Ludwig vor der anrückenden Roten Armee nach Flensburg. Zuletzt hielt sich die Familie im Schloss Glücksburg auf. Hier wurde Friedrich Franz krank und starb, auch aufgrund der mangelhaften medizinischen Versorgung und Ernährung. Die geplante Ausreise nach Dänemark zu seiner älteren Schwester, Königin Alexandrine, gelang nicht mehr.

## Familie

### Vorfahren
| Ahnentafel Großherzog Friedrich Franz IV. von Mecklenburg-Schwerin  | Ahnentafel Großherzog Friedrich Franz IV. von Mecklenburg-Schwerin                                                      | Ahnentafel Großherzog Friedrich Franz IV. von Mecklenburg-Schwerin                                                      | Ahnentafel Großherzog Friedrich Franz IV. von Mecklenburg-Schwerin                                                                                   | Ahnentafel Großherzog Friedrich Franz IV. von Mecklenburg-Schwerin                                                      | Ahnentafel Großherzog Friedrich Franz IV. von Mecklenburg-Schwerin                                                     | Ahnentafel Großherzog Friedrich Franz IV. von Mecklenburg-Schwerin                                                     | Ahnentafel Großherzog Friedrich Franz IV. von Mecklenburg-Schwerin                                                     | Ahnentafel Großherzog Friedrich Franz IV. von Mecklenburg-Schwerin                                                     |
| ------------------------------------------------------------------- | --- | --- | --- | --- | --- | --- | --- | --- |
| Ururgroßeltern                                                      | Friedrich Ludwig zu Mecklenburg-Schwerin (1778–1819) ⚭ 1799 Großfürstin Helena Pawlowna Romanowa (1784–1803)            | König Friedrich Wilhelm III. von Preußen (1770–1840) ⚭ 1793 Luise von Mecklenburg-Strelitz (1776–1810)                  | Graf Heinrich XLIV. Reuß zu Köstritz (1753–1832) ⚭ 1783 Freiin Wilhelmine Friederike Marie Auguste Eleonore von Geuder gen. Rabensteiner (1755–1790) | Graf Henrich zu Stolberg-Wernigerode (1772–1854) ⚭ 1799 Jenny von Schönburg-Waldenburg (1780–1809)                      | Zar Paul I. von Russland (1754–1801) ⚭ 1776 Sophie Dorothee von Württemberg (1759–1828)                                | König Friedrich Wilhelm III. von Preußen (1770–1840) ⚭ 1793 Luise von Mecklenburg-Strelitz (1776–1810)                 | Großherzog Karl Friedrich von Baden (1728–1811) ⚭ 1787 Luise Karoline von Hochberg (1768–1820)                         | König Gustav IV. Adolf von Schweden (1778–1837) ⚭ 1797 Frederike Dorothea von Baden (1781–1826)                        |
| Urgroßeltern                                                        | Großherzog Paul Friedrich von Mecklenburg-Schwerin (1800–1842) ⚭ 1822 Alexandrine von Preußen (1803–1892)               | Großherzog Paul Friedrich von Mecklenburg-Schwerin (1800–1842) ⚭ 1822 Alexandrine von Preußen (1803–1892)               | Prinz Heinrich LXIII. Reuß zu Köstritz (1786–1841) ⚭ 1819 Gräfin Eleonore zu Stolberg-Wernigerode (1801–1827)                                        | Prinz Heinrich LXIII. Reuß zu Köstritz (1786–1841) ⚭ 1819 Gräfin Eleonore zu Stolberg-Wernigerode (1801–1827)           | Zar Nikolaus I. von Russland (1796–1855) ⚭ 1817 Charlotte von Preußen (1798–1860) (1798–1860)                          | Zar Nikolaus I. von Russland (1796–1855) ⚭ 1817 Charlotte von Preußen (1798–1860) (1798–1860)                          | Großherzog Leopold von Baden (1790–1852) ⚭ 1819 Sophie Wilhelmine von Holstein-Gottorp (1801–1865)                     | Großherzog Leopold von Baden (1790–1852) ⚭ 1819 Sophie Wilhelmine von Holstein-Gottorp (1801–1865)                     |
| Großeltern                                                          | Großherzog Friedrich Franz II. von Mecklenburg-Schwerin (1823–1883) ⚭ 1849 Auguste Reuß zu Schleiz-Köstritz (1822–1862) | Großherzog Friedrich Franz II. von Mecklenburg-Schwerin (1823–1883) ⚭ 1849 Auguste Reuß zu Schleiz-Köstritz (1822–1862) | Großherzog Friedrich Franz II. von Mecklenburg-Schwerin (1823–1883) ⚭ 1849 Auguste Reuß zu Schleiz-Köstritz (1822–1862)                              | Großherzog Friedrich Franz II. von Mecklenburg-Schwerin (1823–1883) ⚭ 1849 Auguste Reuß zu Schleiz-Köstritz (1822–1862) | Großfürst Michael Nikolajewitsch Romanow (1832–1909) ⚭ 1857 Cäcilie von Baden (1839–1891)                              | Großfürst Michael Nikolajewitsch Romanow (1832–1909) ⚭ 1857 Cäcilie von Baden (1839–1891)                              | Großfürst Michael Nikolajewitsch Romanow (1832–1909) ⚭ 1857 Cäcilie von Baden (1839–1891)                              | Großfürst Michael Nikolajewitsch Romanow (1832–1909) ⚭ 1857 Cäcilie von Baden (1839–1891)                              |
| Eltern                                                              | Großherzog Friedrich Franz III. von Mecklenburg-Schwerin (1851–1897) ⚭ 1879 Anastasia Michailowna Romanowa (1860–1922)  | Großherzog Friedrich Franz III. von Mecklenburg-Schwerin (1851–1897) ⚭ 1879 Anastasia Michailowna Romanowa (1860–1922)  | Großherzog Friedrich Franz III. von Mecklenburg-Schwerin (1851–1897) ⚭ 1879 Anastasia Michailowna Romanowa (1860–1922)                               | Großherzog Friedrich Franz III. von Mecklenburg-Schwerin (1851–1897) ⚭ 1879 Anastasia Michailowna Romanowa (1860–1922)  | Großherzog Friedrich Franz III. von Mecklenburg-Schwerin (1851–1897) ⚭ 1879 Anastasia Michailowna Romanowa (1860–1922) | Großherzog Friedrich Franz III. von Mecklenburg-Schwerin (1851–1897) ⚭ 1879 Anastasia Michailowna Romanowa (1860–1922) | Großherzog Friedrich Franz III. von Mecklenburg-Schwerin (1851–1897) ⚭ 1879 Anastasia Michailowna Romanowa (1860–1922) | Großherzog Friedrich Franz III. von Mecklenburg-Schwerin (1851–1897) ⚭ 1879 Anastasia Michailowna Romanowa (1860–1922) |
| Großherzog Friedrich Franz IV. von Mecklenburg-Schwerin (1882–1945) | | | | | | | | |

### Ehe und Nachfahren

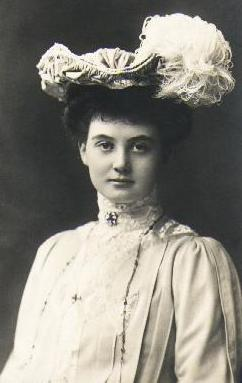
Großherzogin Alexandra

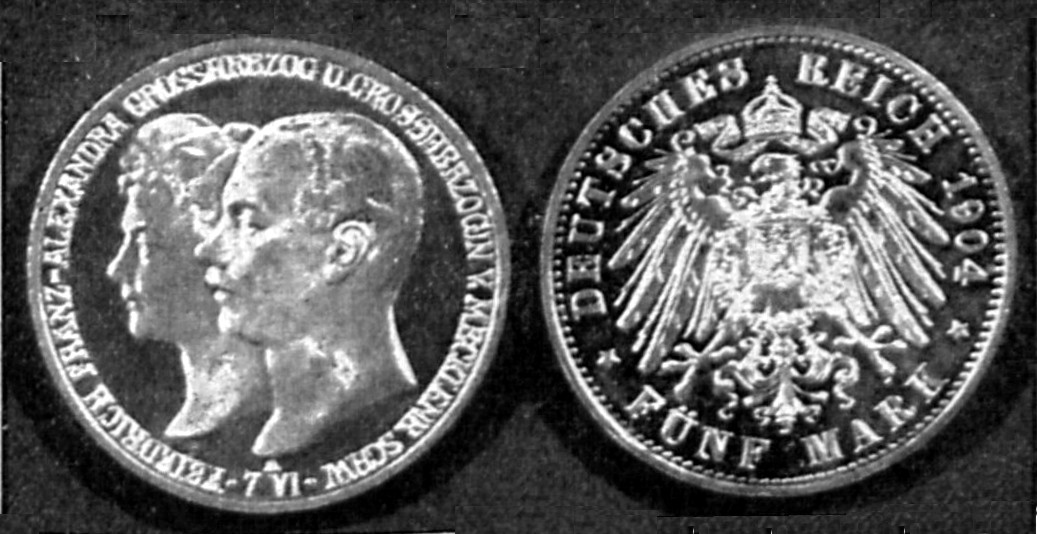
5-Mark-Münze zur Hochzeit

Großherzog Friedrich Franz IV. heiratete am 7. Juni 1904 in Gmunden Prinzessin Alexandra von Hannover und Cumberland, Tochter von Kronprinz Ernst August von Hannover (1845–1923) und Prinzessin Thyra von Dänemark (1853–1933), jüngste Tochter König Christians IX. von Dänemark. Das Paar hatte fünf Kinder:
- Friedrich Franz (1910–2001)

⚭ 1941 Karin von Schaper (1920–2012)
- Christian Ludwig (1912–1996)

⚭ 1954 Barbara Prinzessin von Preußen (1920–1994)
- Olga (1916–1917)
- Thyra (1919–1981)
- Anastasia (1922–1979)

⚭ 1941 Friedrich Ferdinand zu Schleswig-Holstein-Sonderburg-Glücksburg (1913–1989)
Anlässlich der Hochzeit 1904 ließ die mecklenburgische Regierung neue Zwei- und Fünfmarkstücke schlagen und in Verkehr bringen. Auf der Vorderseite ist neben ihren Köpfen die Umschrift Friedrich Franz – Alexandra Großherzog und Großherzogin von Mecklenburg-Schwerin 7. VI. Die Rückseite zeigt den bekannten Reichsadler. Großherzog Friedrich Franz VI. und Alexandra kehrten als Vermählte am 5. Juli 1904 nach Schwerin zurück, wo aus diesem Anlass bis zum 11. Juli Feierlichkeiten stattfanden.
Friedrich Franz bestimmte 1943 seinen Sohn Christian Ludwig zu seinem Nachfolger als Vorsitzender des Mecklenburg-Schwerinschen Familienverbandes. Der älteste Sohn Friedrich Franz übernahm nach dem Tod Friedrich Franz IV. die Stellung als Oberhaupt des Hauses Mecklenburg-Schwerin.

## Militär

### Regimentschef
- Chef des 1. und 3. Bataillons Großherzoglich Mecklenburgischen Grenadier-Regiment Nr. 89[12]
- Chef des 1. Großherzoglich Mecklenburgischen Dragoner-Regiments Nr. 17[13]
- Chef des „Infanterieregiments Großherzog Friedrich Franz II. von Mecklenburg-Schwerin (4. brandenburgisches) Nr. 24“[14]
- Chef des „Kaiserlich Russischen Moskauschen Grenadierregiments Nr. 8“

### À la suite
- des Garde-Kürassier-Regiments
- des I. Seebataillons

## Auszeichnungen
Quelle:
- Hausorden der Wendischen Krone, Großkreuz
- Greifenorden, Großkreuz
- Hausorden der Treue[15]
- Orden Berthold des Ersten, Großkreuz
- Hubertusorden[16]
- Herzoglich Sachsen-Ernestinischer Hausorden, Großkreuz
- St. Georgs-Orden
- Oldenburgischer Haus- und Verdienstorden des Herzogs Peter Friedrich Ludwig, Großkreuz
- Schwarzer Adlerorden: 11. Juni 1898
- Kaiserlich-Königlicher Orden vom Weißen Adler
- Königlicher Hausorden von Hohenzollern, Großkomtur
- Hausorden der Rautenkrone: 1900[17]
- Alexander-Newski-Orden
- St.-Annen-Orden, Großkreuz
- Andreas-Orden
- Königlicher Seraphinenorden
- Elefanten-Orden
- Orden der Heiligen Kyrill und Methodius[18]
- Orden vom Niederländischen Löwen
- Chakri-Orden: 2. April 1902
- K.u. Sankt Stephans-Orden: 1904
- Ehrenkommendator des Johanniterordens 1907

## Galerie

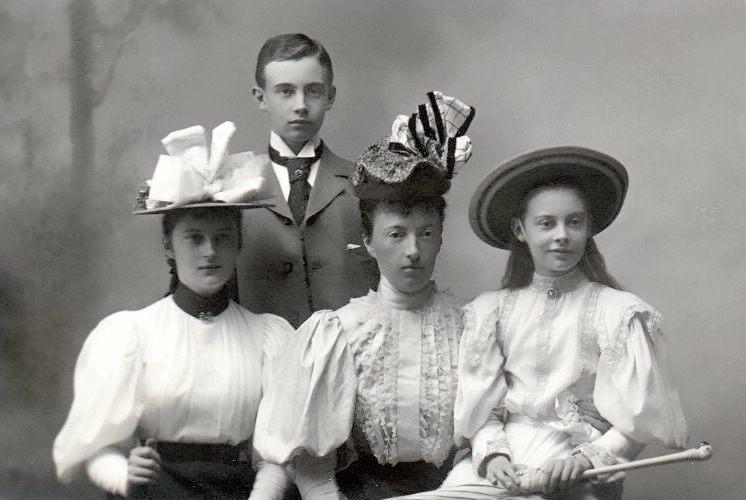
Friedrich Franz IV. im Kreise der Familie
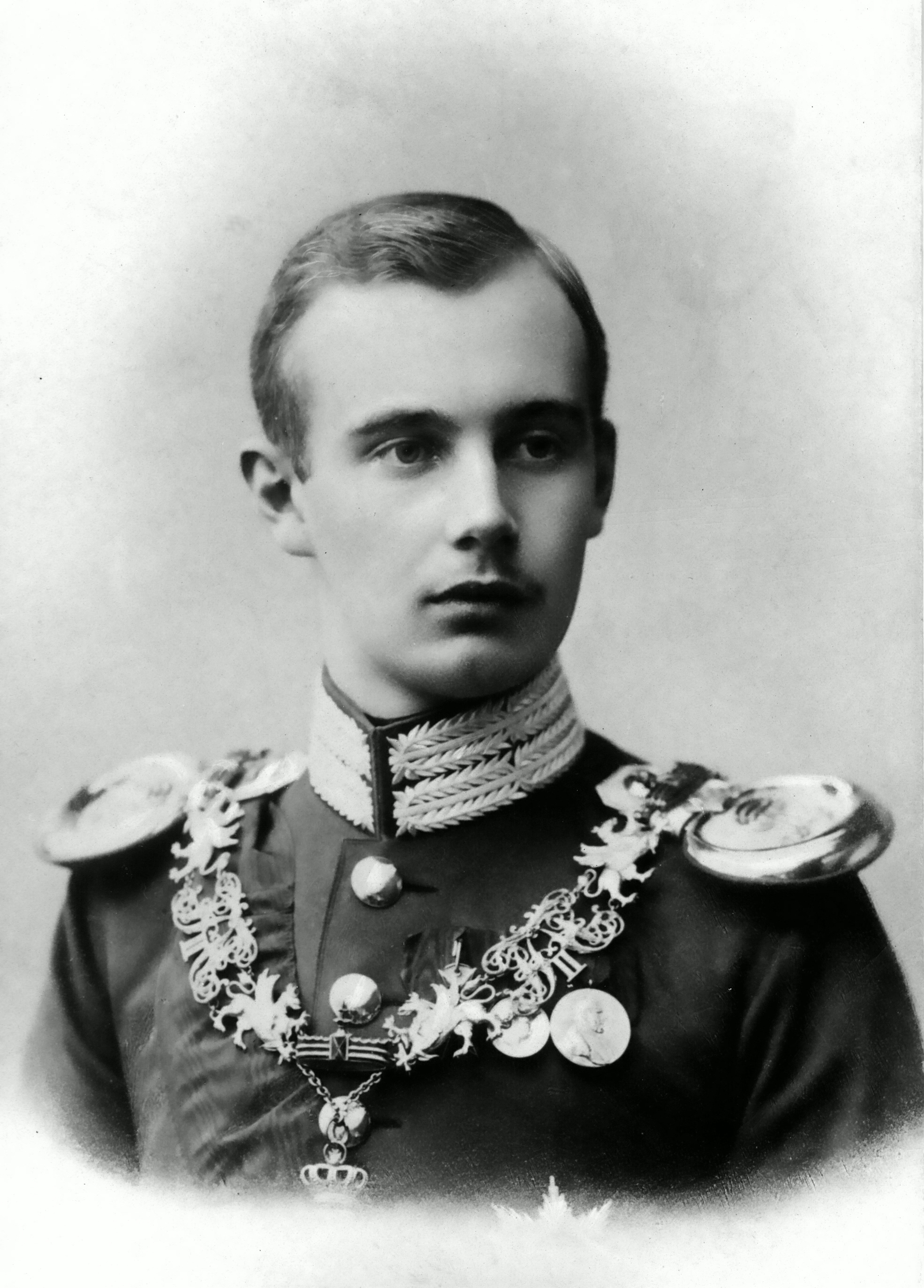
Friedrich Franz IV.
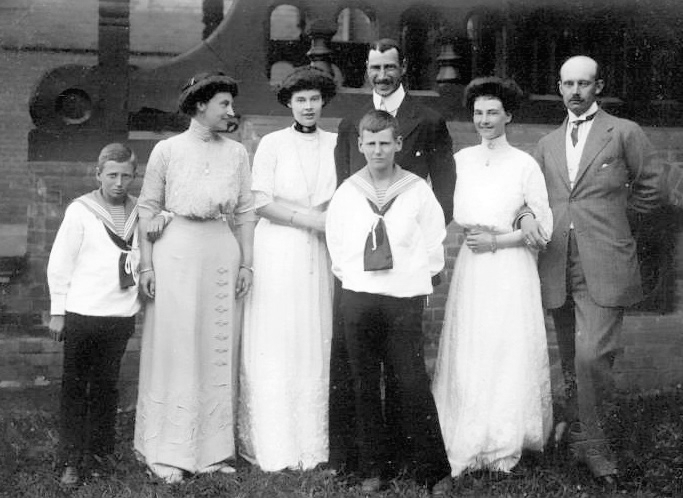
Besuch des Kronprinzen von Dänemark in Gelbensande
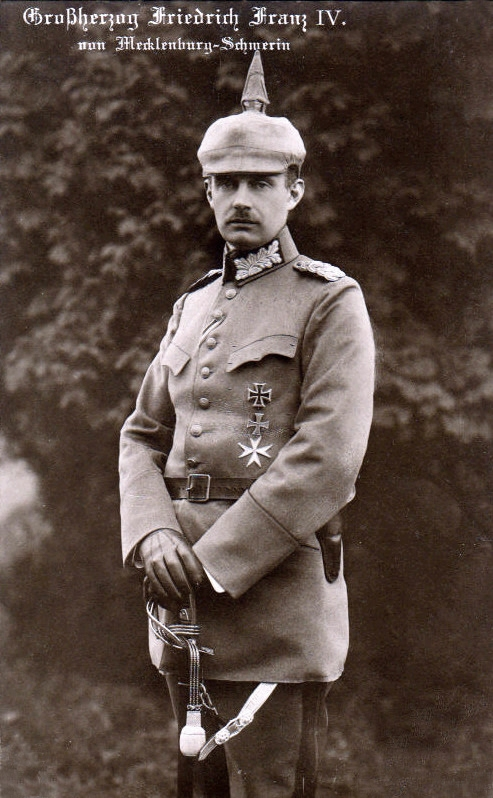
In Uniform
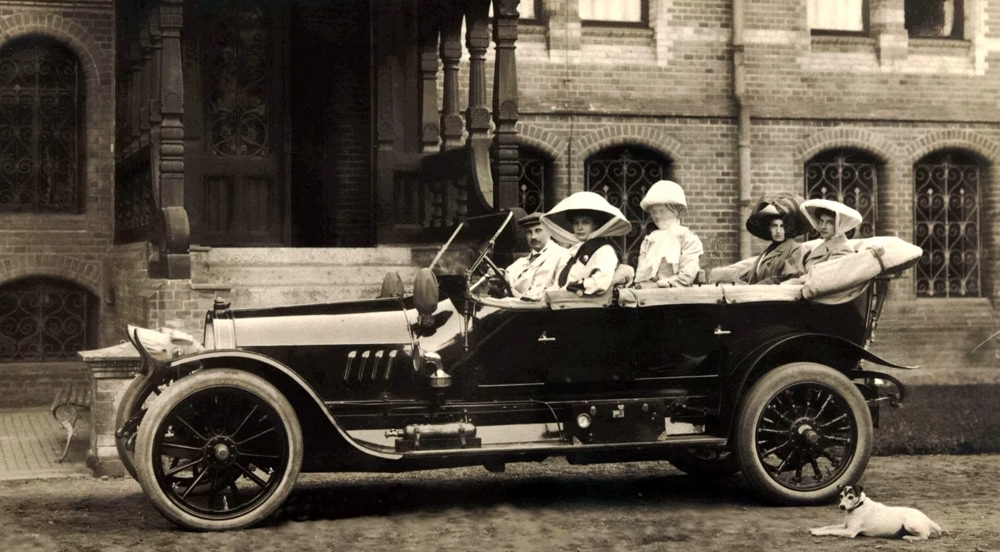
Der Großherzog und sein Opel-Automobil
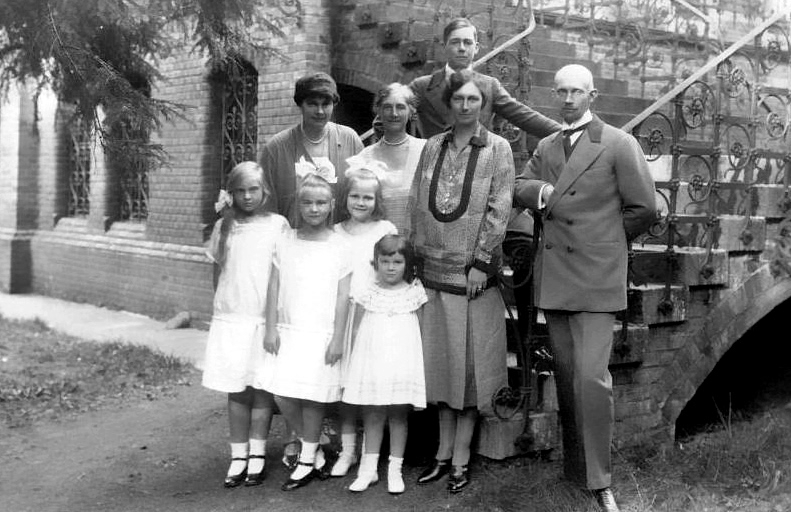
1920er Jahre, im Kreise der Familie
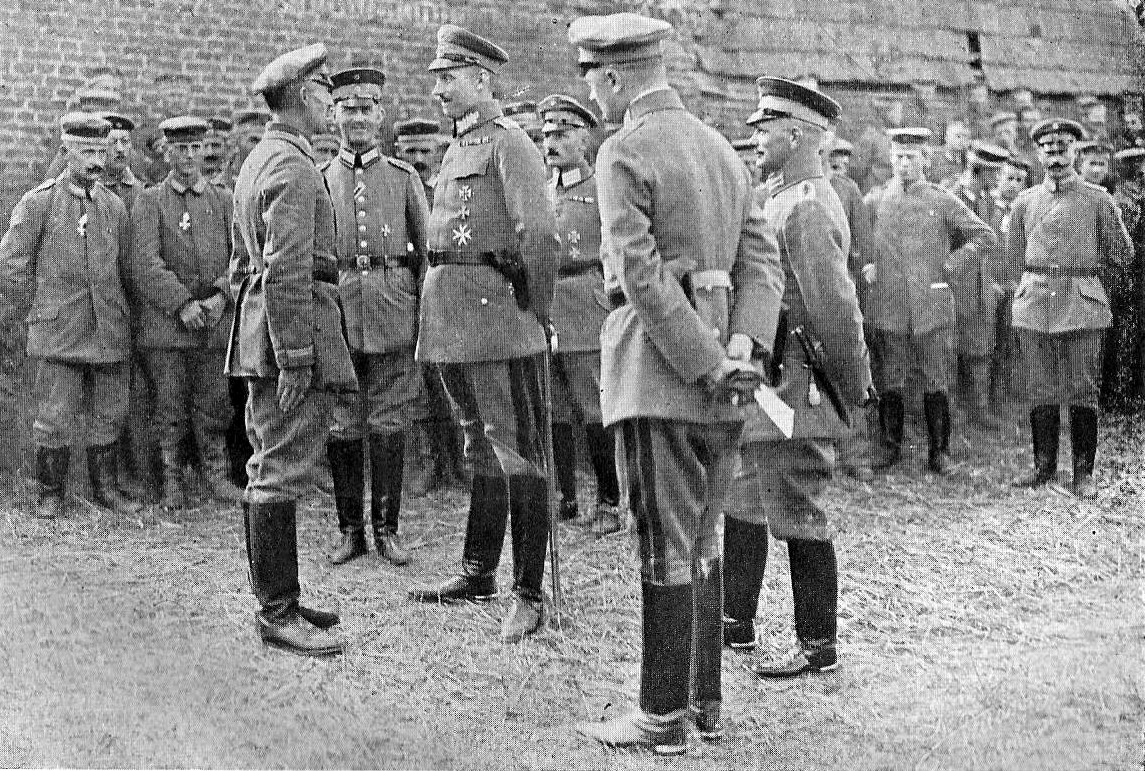
Großherzog Friedrich Franz IV. im Gespräch mit Offizier-Stellvertreter Pöhler (1918)
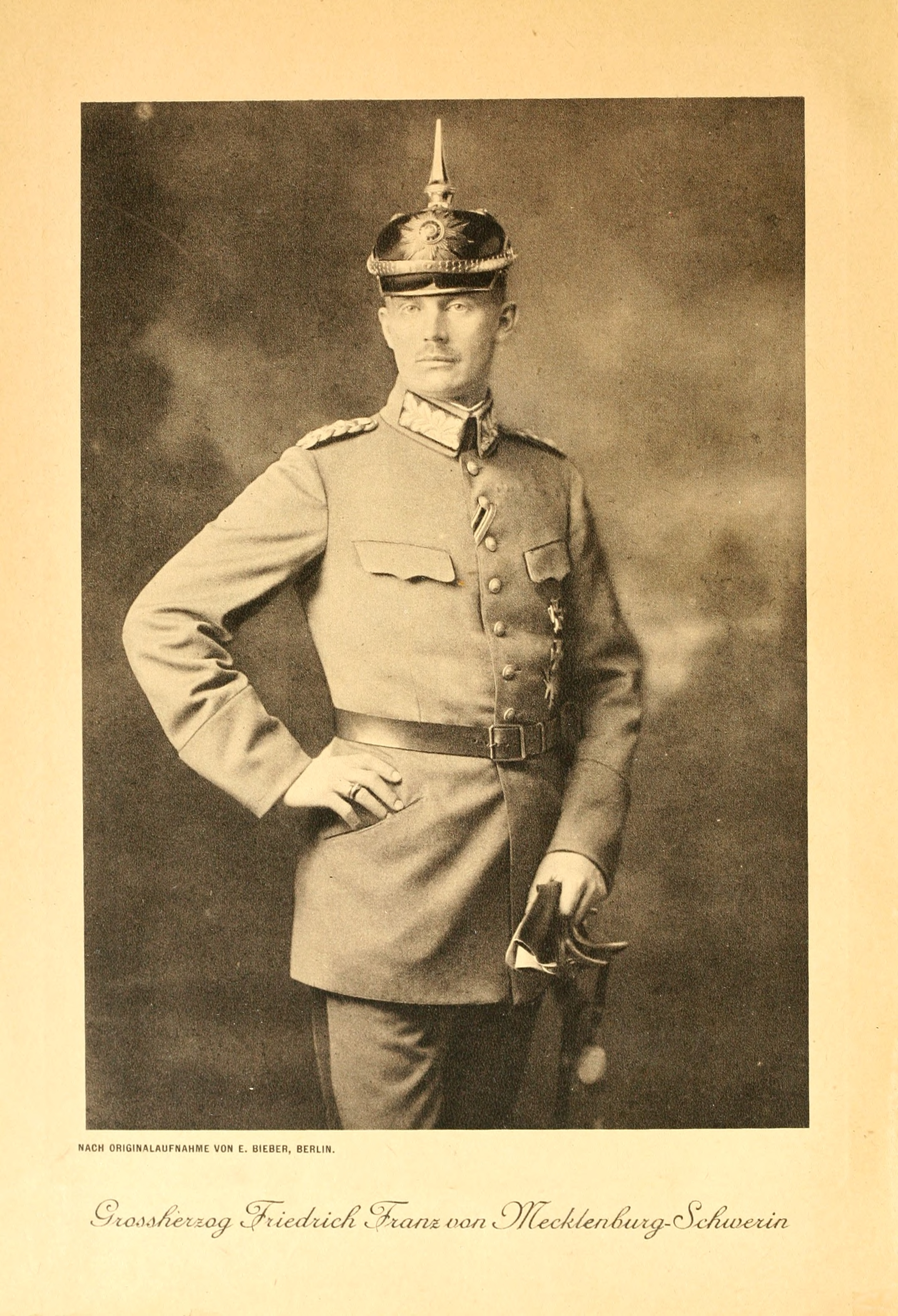
Großherzog Friedrich Franz IV.